# 白糸台
白糸台（しらいとだい）は、東京都府中市の地名。現行行政地名は白糸台一丁目から白糸台六丁目。郵便番号は183-0011（武蔵府中郵便局管区）。

## 地理
府中市の東部に位置する。地内に車返団地の敷地の一部を含む。府中市内の町では最も人口が多い。南から時計回りに押立町、小柳町、清水が丘、若松町、紅葉丘、朝日町、調布市西町および飛田給に隣接する。

### 地価
住宅地の地価は、2015年（平成27年）1月1日の公示地価によれば、白糸台6丁目3番8の地点で28万5000円/m2となっている。

## 歴史
1889年（明治22年）の町村制施行から府中市発足までは主に北多摩郡多磨村に属していた区域に当たる。
1954年（昭和29年）4月1日に府中市成立により府中市の一部となり、1964年（昭和39年）に府中市大字上染屋・下染屋・車返・小田分・人見・府中・押立の各一部から成立した。

## 世帯数と人口
2018年（平成30年）1月1日現在の世帯数と人口は以下の通りである。
| 丁目         | 世帯数    | 人口     |
| ------------ | --------- | -------- |
| 白糸台一丁目 | 2,155世帯 | 4,643人  |
| 白糸台二丁目 | 1,356世帯 | 2,634人  |
| 白糸台三丁目 | 1,622世帯 | 3,829人  |
| 白糸台四丁目 | 1,302世帯 | 2,360人  |
| 白糸台五丁目 | 1,135世帯 | 2,209人  |
| 白糸台六丁目 | 1,305世帯 | 2,684人  |
| 計           | 8,875世帯 | 18,359人 |

## 小・中学校の学区
市立小・中学校に通う場合、学区は以下の通りとなる。
| 丁目         | 番地 | 小学校                 | 中学校                 |
| ------------ | --- | ---------------------- | ---------------------- |
| 白糸台一丁目 | 20番地、22番地 24番地、26番地 28番地、30番地 32番地、34番地 36番地、38番地 40番地、42 - 53番地                     | 府中市立府中第十小学校 | 府中市立府中第二中学校 |
| 白糸台一丁目 | 1番地、3番地 5番地、7番地 9番地、11番地 13番地、15番地 17番地、56 - 83番地                                         | 府中市立府中第四小学校 | 府中市立府中第六中学校 |
| 白糸台一丁目 | その他 | 府中市立府中第四小学校 | 府中市立府中第二中学校 |
| 白糸台二丁目 | 1番地、3番地 5番地、7番地 9番地、11番地 13番地、59 - 72番地                                                        | 府中市立府中第四小学校 | 府中市立府中第六中学校 |
| 白糸台二丁目 | 1〜15番地（上記の番地を除く） 17番地、19番地 21番地、23 - 24番地 27番地、29番地 31番地、33番地 35番地、57 - 58番地 | 府中市立府中第四小学校 | 府中市立府中第二中学校 |
| 白糸台二丁目 | その他 | 府中市立白糸台小学校   | 府中市立府中第二中学校 |
| 白糸台三丁目 | 1番地、3番地 5番地の1 - 3、5 5番地の7 - 12、14 - 22、50 - 54番地                                                   | 府中市立府中第四小学校 | 府中市立府中第六中学校 |
| 白糸台三丁目 | 5番地の4、6 5番地の13、23 - 24 7番地 9 - 20番地 43 - 49番地                                                        | 府中市立南白糸台小学校 | 府中市立府中第六中学校 |
| 白糸台三丁目 | その他 | 府中市立白糸台小学校   | 府中市立府中第二中学校 |
| 白糸台四丁目 | 1 - 35番地 | 府中市立府中第四小学校 | 府中市立府中第六中学校 |
| 白糸台四丁目 | 36 - 42番地 61 - 66番地                                                                                            | 府中市立小柳小学校     | 府中市立府中第六中学校 |
| 白糸台四丁目 | その他 | 府中市立南白糸台小学校 | 府中市立府中第六中学校 |
| 白糸台五丁目 | 1 - 5番地 6番地の2 - 4、40 - 41 6番地の51 18 - 21番地                                                              | 府中市立府中第四小学校 | 府中市立府中第六中学校 |
| 白糸台五丁目 | その他 | 府中市立南白糸台小学校 | 府中市立府中第六中学校 |
| 白糸台六丁目 | 11番地 | 府中市立白糸台小学校   | 府中市立府中第二中学校 |
| 白糸台六丁目 | その他 | 府中市立南白糸台小学校 | 府中市立府中第六中学校 |

## 交通

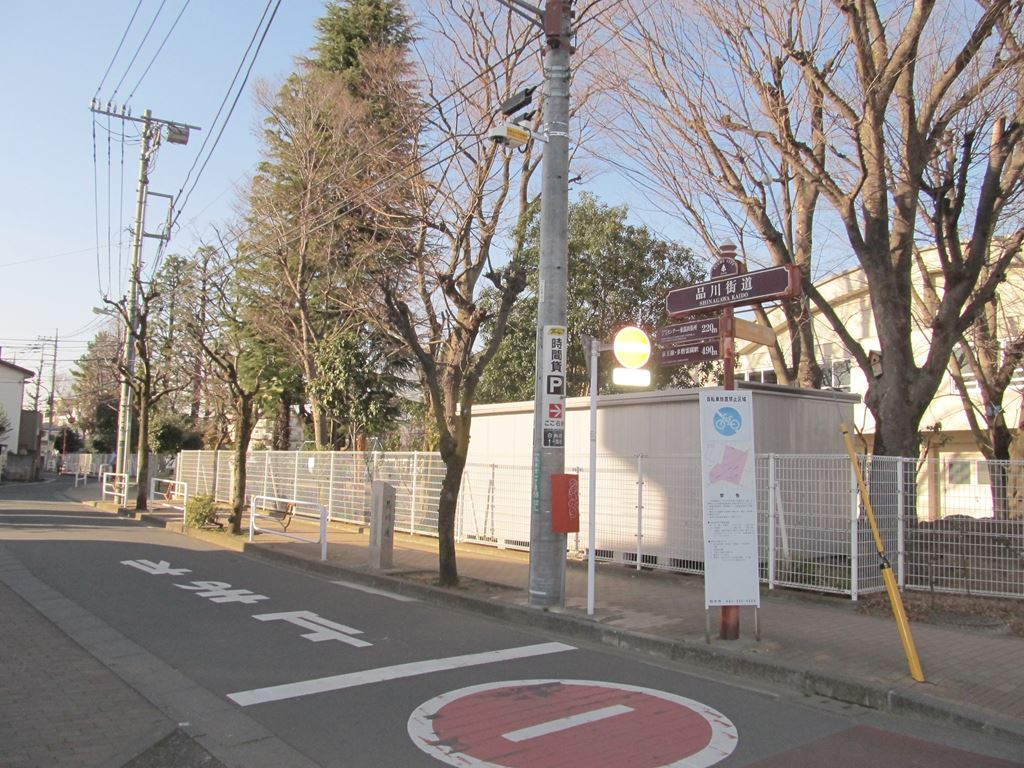
品川街道

### 鉄道
| 街区内の駅                                                |
| --------------------------------------------------------- |
| 京王線 - 武蔵野台駅(KO 21) 西武多摩川線 - 白糸台駅(SW 04) |

### 道路
- 国道20号（甲州街道）
- 東京都道229号府中調布線（旧甲州街道）
- 品川街道

## 施設
- 府中市役所東部出張所
- 府中車返団地内郵便局
- 府中市立府中第四小学校
- 府中市立白糸台小学校
- 車返団地
- 府中市立南白糸台小学校
- 府中白糸台幼稚園
- 慈秀病院
- 諏訪神社
- 浄土宗 八幡山本願寺
- 天台宗 神明山金剛寺観音院
- 上染屋八幡神社
- 白糸台公園
- 白糸台北公園

### 史跡
- 白糸台掩体壕

## 文化財

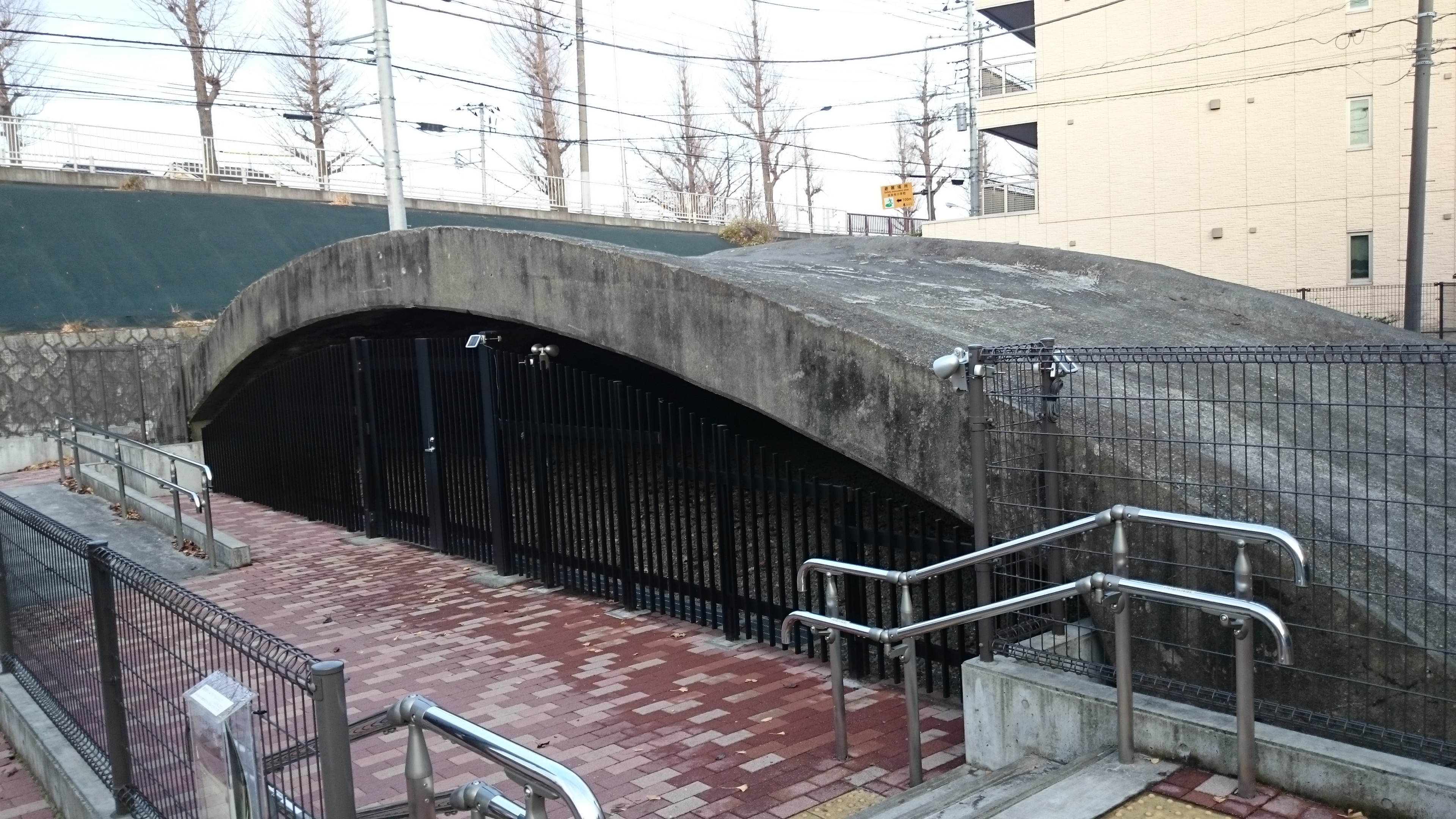
白糸台掩体壕
白糸台二丁目に位置する「有蓋掩体壕」。旧陸軍調布飛行場周辺では、1944年6月から9月にかけて約130基の掩体壕が作られたと言われている。排水整備や砂利敷き、誘導路、タイヤの痕跡から、その構造上、戦闘機を隠すために作られたものとされている。現在では、都立武蔵野の森公園内に2基、府中市内に2基、計4基の有蓋掩体壕が残されている。その一つが白糸台掩体壕である。2008年に府中市史跡に指定。
浅野長政 隠棲の跡
白糸台五丁目に位置する、五奉行筆頭としても辣腕を振るった浅野長政の屋敷跡。長政は、秀吉の死の翌年である慶長4年9月に前田利長・大野治長等と共に徳川家康暗殺を企んだとして罪状をデッチあげられ、長男の幸長に家督を譲って、府中在住の旧家臣平田家の屋敷へ隠居した。ただし、翌9月の関ヶ原合戦では東軍に組したため、罪を許され、家康に近侍するようになり、慶長11年には紀伊国和歌山370,000石の幸長の所領とは別に常陸国真壁50,000石を隠居料として与えられている。その地は、府中白糸台幼稚園となっている。
はけた坂
府中崖線を俗にハケと呼ぶことに由来されている坂。この坂を南下すると、江戸時代に武蔵野新田開発に貢献し、代官を勤めた川崎平右衛門定孝の出身地、押立町へ出る。
下染屋
現在の白糸台三丁目に集落の中心にあった村落。その地名の由来は、日本武尊の衣を染め入れた染殿があった場所から。下染屋神明社。もとは「染屋」という一つの村落で、上下二村に分かれた時期は不明だが、寛永十二年（1635）の検地帳には下染屋と記録されている。